# Alice Harris
Lady Alice Seeley Harris (Malmesbury, 24 de maio de 1870 – Guildford, 24 de novembro de 1970) foi uma missionária batista, fotógrafa e ativista dos direitos humanos britânica. Ela foi responsável por descobrir e divulgar ao mundo as barbaridades perpetradas sob as ordens de Leopoldo II da Bélgica em sua colônia africana, no então denominado Estado Livre do Congo, numa campanha que levou ao fim da exploração daquele país e influenciou pessoas ao redor do mundo, a exemplo de Mark Twain, que escreveu um livro a respeito.
Seu trabalho de registro fotográfico continuou, ao lado do marido, mesmo após a transferência do Congo ao governo belga, realizando junto a ele diversos trabalhos e participando de seus livros, ao que não foi creditada. Ela é considerada uma pioneira na fotografia documental, e uma das primeiras a usar tais imagens para campanhas pelos direitos humanos.
Embora seu trabalho não lhe tenha dado em vida a notoriedade que hoje seu nome traz, ele foi capaz de influenciar as lutas que viriam a revelar vários nomes que se notabilizaram contra as atrocidades praticadas no continente africano; ao passo em que muitos missionários e pessoas que registraram esses mesmos crimes em fotografias hoje recebam a crítica de apenas revelarem uma visão de dominação do "outro", Harris escapa a tal avaliação.

## Contexto histórico

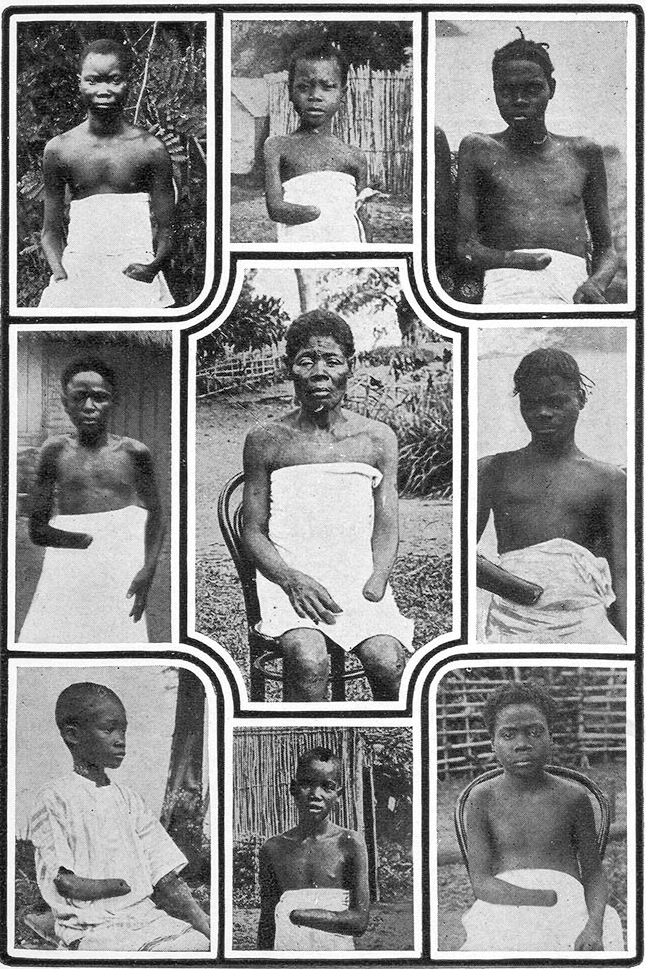
Crianças mutiladas no Congo: Harris mostrou ao mundo os crimes sob ordens de Leopoldo II.

Como fruto da partilha da África entre as potências europeias no final do século XIX, coube ao rei Leopoldo II o domínio pessoal sobre o Congo; ali, com recursos oriundos do povo belga e das pilhagens obtidas no  próprio Congo, o rei constituíra a empresa Associação Internacional do Congo, na prática um feudo particular, legitimada na Conferência de Berlim (1884-1885) sendo que os Estados Unidos da América já reconhecia-lhe tais "direitos" antes mesmo disto (em abril de 1884); o nome do território foi uma ironia: em francês era o 1'Etat Independant du Congo, onde o termo "independente" na realidade significava que o rei queria agir livre de qualquer fiscalização ou controle externo.
Sob a direção do monarca a exploração inicialmente buscava o marfim, usando toda sorte de aventureiros, mas logo Leopoldo se apercebeu no começo da década de 1890 a demanda mundial pela borracha após a invenção do pneumático por John Dunlop.
A pressa de Leopoldo em produzir mais e maiores lucros levou a sua empresa à prática de toda sorte de excessos criminosos, massacres, mutilações de homens, mulheres e crianças até chegar ao genocídio; as práticas desumanas não passaram despercebidas, embora os vários artigos e manifestos publicados não tenham alcançado a opinião pública e, assim, interferir de forma incisiva nas políticas dos países em relação ao problema; dentre os que denunciaram os crimes de Leopoldo estavam Sir Arthur Conan Doyle (que escreveu o panfleto The Crime of the Congo) e Joseph Conrad (seu livro Heart of Darkness — Coração das Trevas relata o que testemunhou no Congo nos anos 1890), Roger Casement (cujo relatório de 1903 alterou a política britânica quanto a Leopoldo), entre outros. Tais denúncias levaram E. D. Morel a fundar a Congo Reform Association, em 1904, que levaram a transferência do Congo do controle pessoal do rei para o governo belga.
Ao contrário da seringueira explorada no Brasil e cultivada noutras partes, no Congo a borracha era obtida na selva, de um arbusto cuja exploração era difícil; sendo a atividade impopular, os europeus passaram a exercer meios para obrigar os homens cumprir as metas estabelecidas para cada aldeia: surgiram então práticas como a tortura (como o uso de chicotes de couro de hipopótamo), rapto e estupro das mulheres como reféns e o assassinato como exemplo; finalmente os funcionários (guardas florestais) eram obrigados como prova de que haviam feito uso das balas a apresentar a mão cortada de sua vítima e estes, com o tempo, passaram a mutilar moradores, deixando-os vivos, e assim economizar os projéteis para outros fins, uma prática que finalmente foi registrada por Harris.

## Biografia

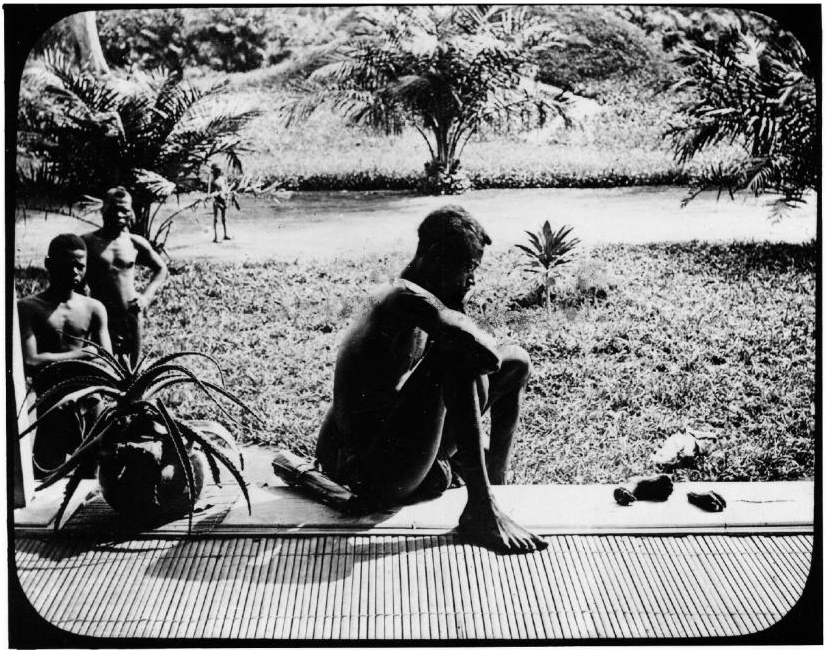
Fotografia de Nsala de Wala, com a mão e o pé de sua filha assassinada.

Em 1898 ela se casou com John Harris, pouco antes de ambos partirem como missionários ao Congo; logo depois de ali chegarem começaram a enviar relatórios onde retratavam a situação do lugar, escritos que vinham acompanhados das fotografias que Alice tirava e que, assim, tinham finalidades etnográficas e também políticas, este último no sentido de procurarem interferir nas condições que testemunhavam. Antes mesmo de seu retorno à Inglaterra, em 1902, suas imagens já eram divulgadas pela revista Regions Beyond, da missão que integrava.
Uma das suas mais impactantes fotografias é a que retrata um homem prostrado na entrada da tenda de trabalho de Alice olhando para alguns objetos à sua frente; o homem se chamava Nsala e aquilo que ele encara, ao se olhar com mais acuidade, são mãos e pés de sua filha de cinco anos que ele levara até a missionária embrulhado, para denunciar o que que os dominadores belgas fizeram: mutilaram a criança e sua esposa porque sua aldeia não havia cumprido a cota exigida de produção da borracha.
Em 1912 ela e o marido publicaram Dawn in Darkest Africa, obra em que também denunciam práticas escravagistas na colônia portuguesa de São Tomé e Príncipe.
Tanto ela quanto o marido foram membros da Associação de Reforma do Congo fundada por Edmund Morel; em 1908 o rei perdeu o controle sobre a colônia; Leopoldo II morreu no ano seguinte e o movimento foi perdendo o interesse público e apoio de forma que, em 1913, finalmente Morel decidiu, numa sessão à qual os Harris estavam presentes, extingui-la em 16 de junho daquele ano — e hoje não resta dúvida de que o impacto de suas imagens fizeram Morel ser-lhe devedor; também o marido, cuja produção acabou por obscurecer o trabalho da esposa, muito deve à sua colaboração.

## Fotografia documental como instrumento político
Harris foi, possivelmente, quem primeiro usou a fotografia como um meio de pressão política numa campanha pelos direitos humanos. Sua imagens foram usadas de diversas formas ao redor do mundo, tanto pela ilustração de livros ou de palestras, quanto pela divulgação em forma de "slides" (na época em sistema de chapas de vidro chamadas "lanterna mágica").
A "lanterna mágica" foi um importante recurso usado na viagem de palestras que o casal realizou em 1905 aos Estados Unidos; naquele pais visitaram quarenta e nove cidades, realizando duas centenas de preleções onde John Harris proferia as palestras e Alice projetava suas fotografias, impressionando ainda mais as plateias.
Em sua obra King Leopold's Soliloquy (Solilóquio do Rei Leopoldo) de 1905, Mark Twain faz menção à câmara utilizada por Harris e, em algumas edições desta obra sua fotografia de Nsala foi usada para ilustrá-la, dizendo na voz de Leopoldo: "A Kodak tem sido uma calamidade dolorosa para nós. O inimigo mais poderoso que já nos confrontou"
Na Inglaterra o efeito destas imagens tiveram grande impacto, sobretudo em se considerando que Leopoldo II era primo da Rainha Vitória.

## Reconhecimento póstumo
Em 2015 o Museu Internacional da Escravidão, em Liverpool, realizou a mostra Brutal Exposure onde as imagens de Harris foram o centro da exposição. Nos tempos atuais a exposição das pessoas como vítimas é combatido por muitas entidades não-governamentais e movimentos; entretanto para o Diretor do Museu da Escravidão, Dr. Richard Benjamin, ainda é necessário que elas sejam divulgadas como forma de mostrar como as coisas realmente são.